# Skocjahulerne
Skocjahulerne er en række drypstenshuler i det sydvestlige Slovenien. Hulerne er på UNESCO's verdensarvsliste, og huser blandt andet Europas længste kløft.
- Wikimedia Commons har flere filer relateret til Skocjahulerne

45°39′54″N 13°59′41″Ø / 45.665°N 13.99472°Ø